# Ethan Ringel
Ethan Ringel (ur. 12 sierpnia 1994 w Windermere, Floryda) – amerykański kierowca wyścigowy.

## Kariera
Po zakończeniu kariery kartingowej w 2010 roku, Ethan rozpoczął karierę wyścigową, debiutując w Formuel Enteprise oraz Mistrzostwach Serii F2000. W pierwszej z nich zwyciężył na amerykańskim torze Miller Motorsports Park, pobijając przy tym rekord toru. W drugiej z kolei wystartował w trzech wyścigach, a najlepszą uzyskaną pozycją było ósme miejsce. Zdobyte punkty sklasyfikowały go na 26. miejscu.
W 2011 roku Ringel podpisał kontrakt z brytyjską ekipą ATECH CRS GP, na udział w serii GP3 w sezonie 2012. Mimo udziału we wszystkich wyścigach, nie zdołał zdobyć punktów. Uplasował się na 29 pozycji w klasyfikacji kierowców.

## Statystyki
| Sezon | Seria                                                           | Zespół                  | Wyścigi | Zwycięstwa | PP | NO | Podium | Punkty | Pozycja |
| ----- | --------------------------------------------------------------- | ----------------------- | ------- | ---------- | -- | -- | ------ | ------ | ------- |
| 2011  | F2000 Championship Series                                       | McLaughlin Motorsports  | 5       | 0          | 0  | 0  | 0      | 75     | 26      |
| 2011  | SARRC Formula Enterprises                                       | One Formula Motorsports | 2       | 2          | 2  | 2  | 2      | N/A    | NS      |
| 2011  | SCCA Central Florida Region - Formula Enterprise                | One Formula             | 2       | 2          | 2  | 0  | 2      | N/A    | NS      |
| 2011  | SCCA Contintental Divide Region - National - Formula Enterprise | One Formula Motorsports | 2       | 2          | 2  | 2  | 2      | 39     | 2       |
| 2011  | SCCA Milwaukee Region National - Formula Enterprise             | One Formula Motorsports | 2       | 2          | 2  | 0  | 0      | N/A    | NS      |
| 2011  | SCCA National Championship Runoffs Formula Enterprises          | Motorsports             | 1       | 0          | 0  | 0  | 0      | N/A    | NS      |
| 2011  | SCCA Steel Cities Region National - Formula Enterprise          | One Formula Motorsports | 1       | 0          | 0  | 0  | 1      | N/A    | NS      |
| 2012  | Seria GP3                                                       | Atech CRS Grand Prix    | 16      | 0          | 0  | 0  | 0      | 0      | 29      |

## Wyniki w GP3
| Legenda oznaczeń w tabelach wyników Wyświetl szablon na nowej stronie | Legenda oznaczeń w tabelach wyników Wyświetl szablon na nowej stronie                                                                     |
| Oznaczenie                                                            | Wyjaśnienie |
| --------------------------------------------------------------------- | --- |
| Złoty                                                                 | Zwycięzca lub mistrzostwo |
| Srebrny                                                               | 2. miejsce lub wicemistrzostwo |
| Brązowy                                                               | 3. miejsce lub II wicemistrzostwo |
| Zielony                                                               | Ukończył, punktował (w klasyfikacji generalnej, gdy zdobył co najmniej jeden punkt na przestrzeni sezonu, poza trzema powyższymi opcjami) |
| Niebieski                                                             | Ukończył, nie punktował (w klasyfikacji generalnej, gdy nie zdobył co najmniej jednego punktu na przestrzeni sezonu)                      |
| Czerwony                                                              | Nie zakwalifikował się (NZ) |
| Czerwony                                                              | Nie prekwalifikował się (NPK) |
| Różowy                                                                | Nie ukończył (NU) |
| Różowy                                                                | Niesklasyfikowany (NS) (w klasyfikacji generalnej, gdy nie został sklasyfikowany w żadnym wyścigu sezonu)                                 |
| Czarny                                                                | Zdyskwalifikowany (DK) |
| Czarny                                                                | Wykluczony (WYK/EX) |
| Biały                                                                 | Nie wystartował (NW) |
| Biały                                                                 | Kontuzjowany (K/INJ) |
| Biały                                                                 | Wyścig odwołany (OD/C) |
| Bez koloru                                                            | Został wycofany (WYC/WD) |
| Bez koloru                                                            | Nie przybył (NP/DNA) |
| Bez koloru                                                            | Nie brał udziału w treningach (NT/DNP) |
| Bez koloru                                                            | Nie został zgłoszony (–) |
| Pogrubienie                                                           | Start z pole position |
| Kursywa                                                               | Najszybsze okrążenie wyścigu |
| †                                                                     | Nie ukończył, ale jego rezultat został zaliczony ze względu na przejechanie więcej niż 90% dystansu wyścigu.                              |
| *                                                                     | Sezon w trakcie |
| 1/2/3                                                                 | Punktowana pozycja w sprincie kwalifikacyjnym                                                                                             |
| Lista systemów punktacji Formuły 1                                    | |

| Rok  | Zespół | Wyniki w poszczególnych eliminacjach | Wyniki w poszczególnych eliminacjach | Wyniki w poszczególnych eliminacjach | Wyniki w poszczególnych eliminacjach | Wyniki w poszczególnych eliminacjach | Wyniki w poszczególnych eliminacjach | Wyniki w poszczególnych eliminacjach | Wyniki w poszczególnych eliminacjach | Wyniki w poszczególnych eliminacjach | Wyniki w poszczególnych eliminacjach | Wyniki w poszczególnych eliminacjach | Wyniki w poszczególnych eliminacjach | Wyniki w poszczególnych eliminacjach | Wyniki w poszczególnych eliminacjach | Wyniki w poszczególnych eliminacjach | Wyniki w poszczególnych eliminacjach | Punkty | Pozycja |
| ---- | ------ | ------------------------------------ | ------------------------------------ | ------------------------------------ | ------------------------------------ | ------------------------------------ | ------------------------------------ | ------------------------------------ | ------------------------------------ | ------------------------------------ | ------------------------------------ | ------------------------------------ | ------------------------------------ | ------------------------------------ | ------------------------------------ | ------------------------------------ | ------------------------------------ | ------ | ------- |
| 2012 | Carlin | ESP                                  | ESP                                  | MON                                  | MON                                  | VAL                                  | VAL                                  | GBR                                  | GBR                                  | DEU                                  | DEU                                  | HUN                                  | HUN                                  | BEL                                  | BEL                                  | ITA                                  | ITA                                  | 0      | 29      |
| 2012 | Carlin | NU                                   | 18                                   | NU                                   | 18                                   | 14                                   | NU                                   | NU                                   | 17                                   | 18                                   | 16                                   | 22                                   | 17                                   | 24                                   | 21                                   | 18                                   | NU                                   | 0      | 29      |